# Johnny van Doornprijs
De Johnny van Doornprijs voor de Gesproken Letteren werd tweejaarlijks toegekend door het Literair Productiehuis  Wintertuin en uitgereikt tijdens festival 'De geest moet waaien' in Arnhem (een afsplitsing van het Wintertuinfestival).
De prijs is genoemd naar de Nederlandse dichter Johnny van Doorn (1944-1991).
De prijs is na 2012 niet meer uitgereikt.
Sinds 2021 is een nieuwe prijs voor podiumpoëzie in het leven geroepen die naar Johnny van Doorn is vernoemd: De Johnny.
- 1993 - Simon Vinkenoog
- 1995 - Carla Bogaards
- 1997 - Willem Wilmink
- 1999 - Jules Deelder
- 2001 - Tom Lanoye
- 2003 - De Dichters uit Epibreren
- 2005 - Vitalski
- 2007 - Bart Chabot
- 2010 - Spinvis
- 2012 - Nico Dijkshoorn[3]